# 大塚全教
大塚 全教（おおつか ぜんきょう、1918年 - 2007年10月29日）は、真言宗の尼僧、身体障害者。
広島県福山市出身。4歳でポリオ（小児まひ）となり、右腕と左肩から肘にかけて不自由となった。1939年大石順教に師事して1943年に出家得度、勧修寺境内で大石と暮らした。大石の設立した身体障害者自立支援団体「この花会」を引き継いだほか、自らも左足で書や絵画の創作活動を続けた。世界身体障害者芸術家協会名誉会員。
2007年10月29日、局所性腹膜炎のため死去。

## 著書
- 『仏の光りに導かれて』高野山出版社 1970
- 『仏の御手をいただいて』法蔵館 別冊ひとりふたり 1986
- 『この花のいのち 生かされて生きる』春秋社 2000

### 共著
- 『生きるって悲しくて楽しいなあ 対談』福井達雨共著 柏樹社 1984